# 志水晴児
志水 晴児（しみず せいじ、1928年（昭和3年）10月7日 - 2005年（平成17年）1月21日）は、日本の彫刻家。石造彫刻を中心に、建築や広場などで環境彫刻も手がけた。東京都出身。東京芸術大学卒。

## 経歴
- 1954年（昭和29年）、院展で初入選する。
- 1957年（昭和32年）、行動美術協会の会員となる。
- 1963年（昭和38年）、全国彫刻コンクールで「執念‐い」が大賞となる。
- 1964年（昭和39年）、現代日本美術展で「浸蝕‐4」が最優秀賞となる。
- 1978年（昭和53年）、吉田五十八賞を受賞する。

## 参考資料
- 田園都市線・藤が丘駅前の目立つ噴水ってどういう経緯でできたの？